# 2010 en astronomie
2008 en astronomie - 2009 en astronomie - 2010 en astronomie - 2011 en astronomie - 2012 en astronomie 

## Événements

### Chronologie

#### Janvier
- 3 janvier 2010  : la Terre se trouve à son périhélie[1].

- 6 janvier 2010  : découverte de P/2010 A2, comète située dans la ceinture d'astéroïdes qui proviendrait de la collision récente entre deux objets[2].

- 13 janvier 2010 : l'astéroïde 2010 AL30 passe à 128 000 km de la Terre à 12:48 UTC[3].

- 15 janvier 2010 : éclipse solaire annulaire[4].

- 25 janvier 2010 : annonce de la découverte de 2010 AB78, le premier astéroïde géocroiseur découvert par le télescope spatial WISE[5].

#### Mars
- 1er mars 2010 : la NASA annonce que le pôle Nord de la Lune contient des millions de tonnes de glace d'eau.
- 20 mars 2010 : équinoxe de mars à 17:32 UTC[1].

#### Avril
- 7 avril 2010 : le géocroiseur 2010 GA6, d'environ 22 mètres, passe à 359 000 km de la Terre[6].
- 26 avril 2010 : l'ESO choisi officiellement le Cerro Armazones comme site du télescope de 42 mètres, l'E-ELT[7].

#### Mai
- 20 mai 2010 : disparition de l'une des bandes de l'atmosphère de Jupiter.

#### Juin
- 3 juin 2010 : impact d'un objet non-identifié sur Jupiter.
- 21 juin 2010 : solstice de juin à 11:28 UTC[1].
- 26 juin 2010 : éclipse lunaire partielle[4].

#### Juillet

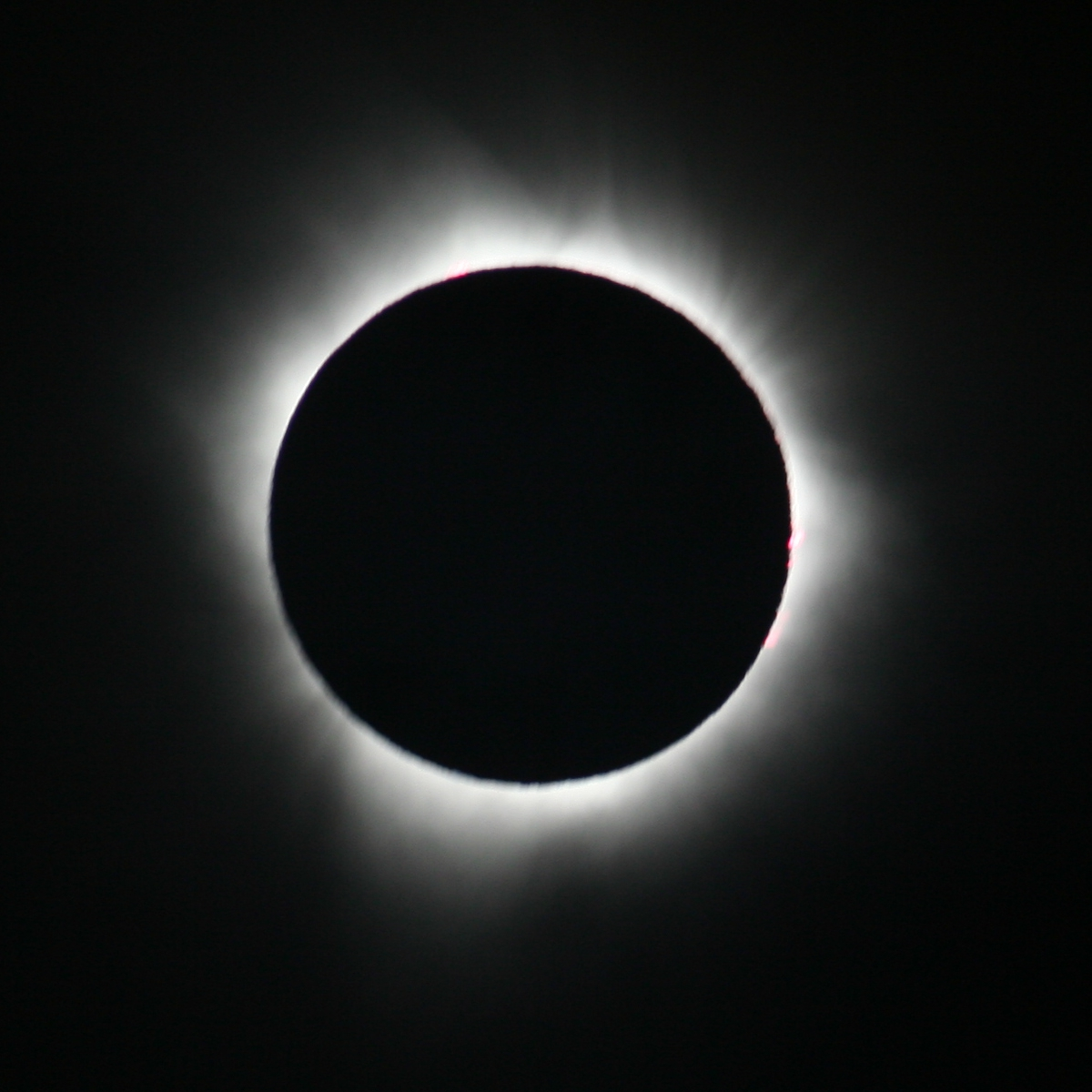
Éclipse depuis l'atoll de Hao, dans l'archipel des Tuamotu, en Polynésie française.

- 6 juillet 2010  : la Terre se trouve à son aphélie[1].
- 11 juillet 2010 : éclipse solaire totale[4] visible en Polynésie française, Île de Pâques et Patagonie.

#### Août
- 12 août 2010 : annonce de la découverte de 2008 LC18, premier astéroïde découvert au point de Lagrange L5 de Neptune[8].

#### Septembre
- 8 septembre 2010 : deux astéroïdes géocroiseurs passent très près de la Terre [9]:
  - 2010 RX30, d'environ 10 à 20 mètres, passe à 248 000 km,
  - 2010 RF12, d'environ 6 à 14 mètres, passe à 79 000 km.
- 23 septembre 2010 : équinoxe de septembre à 03:09 UTC[1].

#### Octobre
- 11 octobre 2010 : le géocroiseur 2010 TD54, d'environ 5 à 10 mètres, passe à 45 000 km de la surface de la Terre[10].
- 21 octobre 2010 : annonce de la découverte de UDFy-38135539, galaxie distante de 13,1 al ce qui en fait la galaxie la plus éloignée au moment de sa découverte.

#### Novembre
- 6 novembre 2010 : la planète naine Éris a occulté une étoile de la constellation de la Baleine permettant de déterminer son diamètre à 2 326 km[11].

#### Décembre
- 21 décembre 2010 :
  - solstice de décembre à 23:38 UTC[1];
  - éclipse lunaire totale[4].
- 25 décembre 2010 : “Sursaut gamma de Noël” ou GRB 101225A, sursaut gamma anormalement long (28 min)[12].

### Exoplanètes
Les découvertes des exoplanètes suivantes ont été annoncées en 2010 :
- 4 janvier : Kepler-4 b, Kepler-5 b, Kepler-6 b, Kepler-7 b, Kepler-8 b
- 5 janvier : HD 9446 b, HD 9446 c
- 7 janvier : HD 156668 b, HIP 79431 b
- 26 janvier : HD 86226 b, HD 129445 b, HD 152079 b, HD 164604 b, HD 175167 b
- 6 mars : 47 Ursae Majoris d
- 10 mars : HAT-P-14 b
- 17 mars : CoRoT-9 b, HD 4313 b, HD 95089 b, HD 136418 b, HD 180902 b, HD 181342 b, HD 206610 b, HD 212771 b
- 23 juin : Gliese 876 e
- 24 août : HD 10180 b, c, d, e, f, g et h : système le plus peuplé en exoplanètes
- 26 août : Kepler-9 b et c : premier transit multiple d'exoplanètes
- 29 septembre : Gliese 581 f, Gliese 581 g
- 18 novembre : HIP 13044 b
- 22 novembre : HR 8799 e, Upsilon Andromedae e

## Phases de la Lune
Le tableau suivant résume les phases de la Lune pour l'année 2010 :
| #  | Nouvelle lune | Premier quartier | Pleine lune | Dernier quartier |
| -- | ------------- | ---------------- | ----------- | ---------------- |
|    |               |                  |             | 07/01            |
| 1  | 15/01         | 23/01            | 30/01       | 05/02            |
| 2  | 14/02         | 22/02            | 28/02       | 07/03            |
| 3  | 15/03         | 23/03            | 30/03       | 06/04            |
| 4  | 14/04         | 21/04            | 28/04       | 06/05            |
| 5  | 14/05         | 20/05            | 27/05       | 04/06            |
| 6  | 12/06         | 19/06            | 26/06       | 04/07            |
| 7  | 11/07         | 18/07            | 26/07       | 03/08            |
| 8  | 10/08         | 16/08            | 24/08       | 01/09            |
| 9  | 08/09         | 15/09            | 23/09       | 01/10            |
| 10 | 07/10         | 14/10            | 23/10       | 30/10            |
| 11 | 06/11         | 13/11            | 21/11       | 28/11            |
| 12 | 05/12         | 13/12            | 21/12       | 28/12            |

## Conjonctions

### Entre planètes
Conjonctions entre planètes du système solaire pour l'année 2010 :
| Date  | Heure (UTC) | Premier corps | Deuxième corps | Séparation |
| ----- | ----------- | ------------- | -------------- | ---------- |
| 05/01 | 08:45       | Mercure       | Vénus          | 3,4°       |
| 17/02 | 03:15       | Vénus         | Jupiter        | 32,1'      |
| 04/03 | 05:17       | Vénus         | Uranus         | 36,7'      |
| 08/03 | 03:15       | Mercure       | Jupiter        | 1,1°       |
| 15/03 | 23:10       | Mercure       | Uranus         | 39,6'      |
| 04/04 | 10:25       | Mercure       | Vénus          | 3,0°       |
| 31/07 | 08:25       | Mars          | Saturne        | 1,8°       |
| 08/08 | 12:35       | Vénus         | Saturne        | 2,7°       |
| 19/08 | 06:36       | Vénus         | Mars           | 1,9°       |
| 01/10 | 12:10       | Vénus         | Mars           | 6,5°       |
| 08/10 | 13:16       | Mercure       | Saturne        | 31,8'      |
| 25/10 | 23:38       | Mercure       | Vénus          | 6,5°       |
| 20/11 | 16:55       | Mercure       | Mars           | 1,7°       |
| 14/12 | 01:23       | Mercure       | Mars           | 1,0°       |